# Apel·lació a l'emoció
L'Apel·lació a l'emoció és una fal·làcia lògica en què la persona que exposa s'aprofita d'una emoció dels oients per a provar el seu argument. És un cas de pista falsa (en anglès red herring, "areng roig").
N'hi ha de diversos tipus:
- Apel·lació a les conseqüències (també anomenada argumentum ad consequentiam)
- Apel·lació a la por (també anomenada argumentum ad metum or argumentum in terrorem)
- Apel·lació per adulació
- Apel·lació a la majoria (també anomenada argumentum ad populum)
- Apel·lació a la llàstima (també anomenada argumentum ad misericordiam)
- Apel·lació al ridícul
- Apel·lació al rancor (també anomenada argumentum ad odium)
- Il·lusió

D'altres fal·làcies constitueixen alhora, molts cops, una apel·lació a l'emoció. Els casos més típics són:
- Arguments Ad hominem
- Culpabilitat per associació
- Vivacitat enganyosa
- Fal·làcia patètica
- Pendent relliscós
- Dos errors fan una veritat